# Demora Sulu

Demora Sulu is een personage uit het Star Trek universum. Ze is de dochter van Hikaru Sulu.

## Biografie
Er is niet veel bekend over Demora Sulu. Ze werd geboren rond 2271 op Aarde. In 2293 dient ze als piloot onder kapitein John Harriman op het schip USS Enterprise NCC-1701B. In haar jeugd heeft ze de collega's van haar vader wel gekend, echter zag ze die na 2281 niet meer. Jaren later loopt ze kapitein James T. Kirk tegen het lijf op het schip waar ze dient. In 2311 volgt ze John Harriman op als kapitein van de USS Enterprise NCC-1701B.

## Filmografie
| Jaar | Titel                  | Acteur         |
| ---- | ---------------------- | -------------- |
| 1996 | Star Trek: Voyager     | Mimi Chong     |
| 1994 | Star Trek: Generations | Jacqueline Kim |